# Sibianor nigriculus
Sibianor nigriculus – gatunek pająka z rodziny skakunowatych.
Gatunek ten został opisany w 1992 roku przez Dimitrija Łogunowa i Wandą Wesołowską jako Harmochirus nigriculus. W 2001 roku umieszczony został przez Łogunowa w nowym rodzaju Sibianor.
Samce tego pająka osiągają 1,42 mm długości i 1,1 mm szerokości prosomy oraz 1,71 mm długości i 1,19 mm szerokości opistosomy. U samic wymiary prosomy to 1,73 mm długości i 1,28 mm szerokości, a opistosomy 2,5 mm długości i 1,5 mm szerokości. Samce mają brązowawy karapaks z czarną okolicą oczu, brązowawe sternum, rudobrązowe szczękoczułki i wargę dolną i szarobrązową opistosomę z kądziołkami. Na stożku tegulum ma gruszkowate wgłębienie. Samice mają ciemnobrązowy karapaks z białymi włoskami, czarnym, siateczkowatym wzorem i czarnymi pierścieniami wokół oczu, szarą opistosomę ze słabo widocznym pasem podłużnym, ciemnobrązowe odnóża pierwszej i szarawobrązowe pozostałych par. Od S. turkestanicus różni się mniejszym zbiorniczkiem nasiennym i krótszym przewodem inseminacyjnym, natomiast od samicy S. aurocinctus jest słabo rozróżnialna.
Gatunek o rozsiedleniu mandżursko-japońskim. Rozprzestrzeniony od rosyjskiego obwodu amurskiego na zachodzie, po Japonię na wschodzie i Koreę Północną na południu.